# ブライアン・ウルフ
ブライアン・トーマス・ウルフ（Brian Thomas Wolfe, 1980年11月29日 - ）は、アメリカ合衆国カリフォルニア州フラートン出身の元プロ野球選手（投手）。右投右打。

## 経歴

### プロ入り前
カリフォルニア州アナハイムのサーバイト高校（Servite High School）では同級生にライアン・ガーコ、一学年下にベン・フランシスコがいた。野球部ではウルフがエース格の投手で、ガーコが3番、フランシスコが4番を打っていた。

### プロ入りからマイナー時代
1999年のMLBドラフトでミネソタ・ツインズから6巡目（全体179位）で指名され、入団。2005年途中にミルウォーキー・ブルワーズへ移籍。

### ブルージェイズ時代

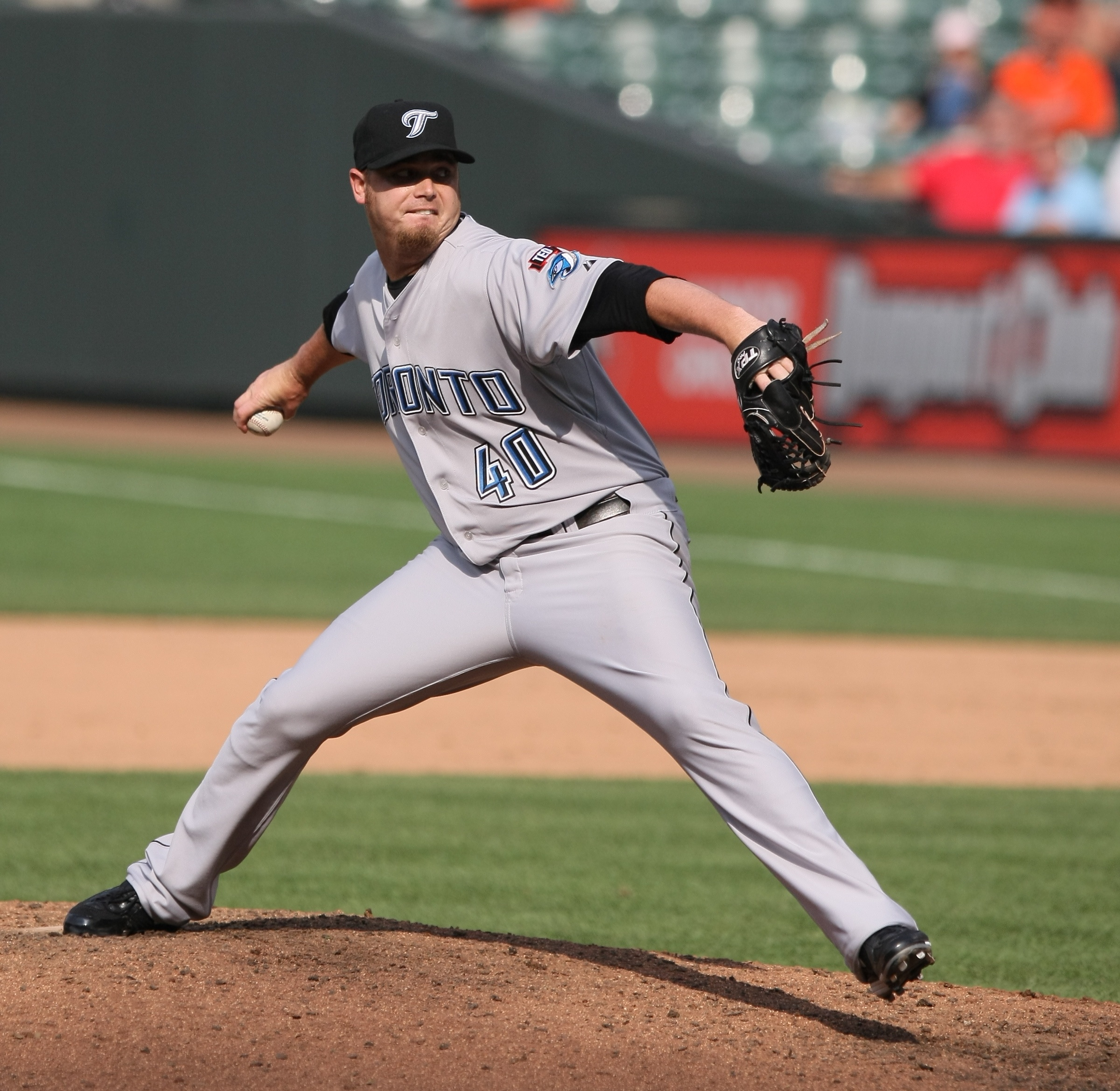
ブルージェイズ時代

2006年1月6日にコーリー・コスキーとのトレードでトロント・ブルージェイズへ移籍。
2007年5月30日のニューヨーク・ヤンキース戦でメジャーデビュー。球団創設以来、ブルージェイズでプレーした通算500人目の選手となった。この年は主に中継ぎとして38試合に登板し、3勝1敗、防御率2.98という成績だった。
2008年は開幕前から首脳陣に好調をアピールし、中継ぎ要員として起用されていたが、4月18日に右上腕三頭筋を痛めて故障者リスト(DL)入り。6月7日に復帰したが、すぐにマイナーリーグへ降格となり、先発として起用されていた。9月のロースター拡大に伴いメジャーに復帰し、最終的に20試合に登板して0勝2敗ながらも防御率は2.45と前年より向上した。
2009年は3月10日のタンパベイ・レイズとのオープン戦で右肩を痛め、シーズンに出遅れた。5月になって復帰したが、7試合に登板して防御率7.56と精彩を欠き、AAA級ラスベガス・フィフティワンズに降格した。マイナーでも34試合に登板して防御率5.05と、本来の投球を取り戻すことは出来なかった。9月に再昇格するものの、最後まで復調することなく14試合の登板で防御率8.22と自己最低の成績に終わった。

### 日本ハム時代

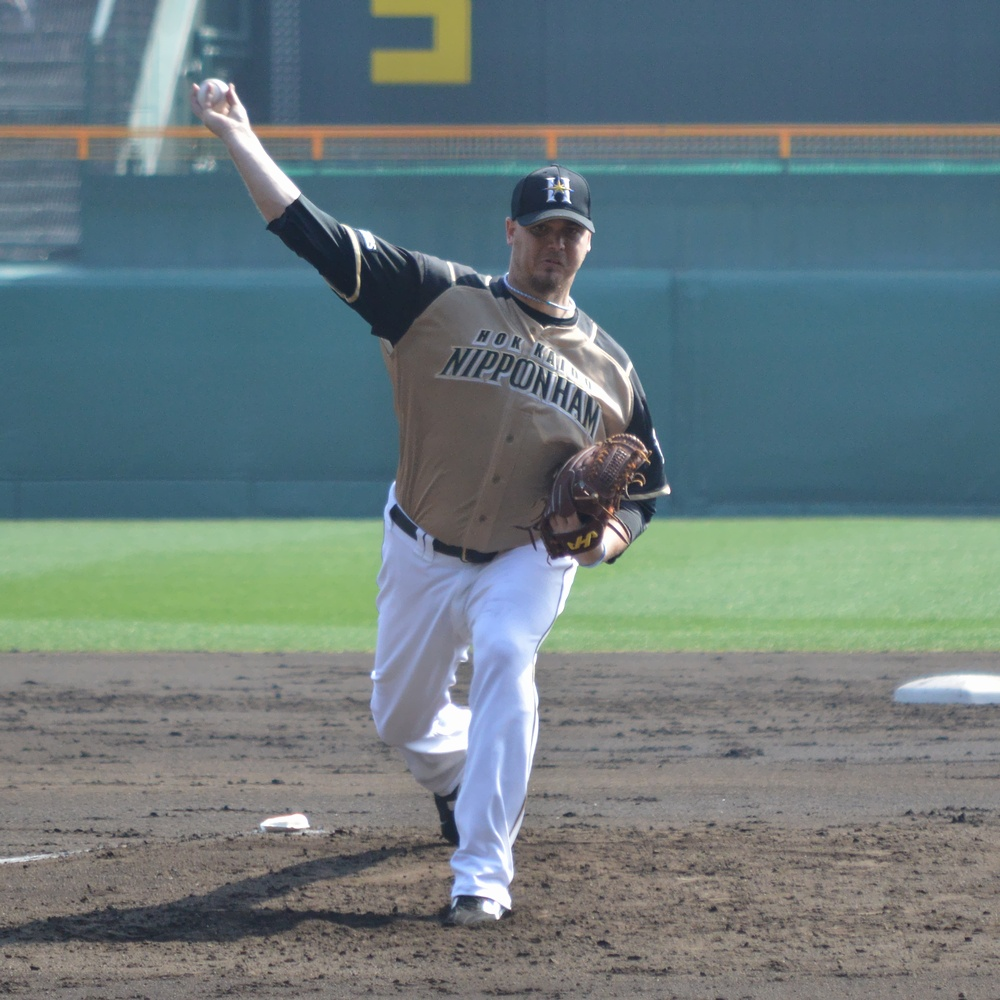
日本ハム時代（2013年）

2010年1月8日、北海道日本ハムファイターズへの入団が発表された。中継ぎ投手としての獲得で、シーズン開幕3連続ホールド成功と幸先の良いスタートを切る。直後に守護神の武田久の不振により、抑え投手に配置転換され3セーブを挙げる。その後中継ぎ投手に戻り結果を残し、8月までに38試合に登板する。9ホールドポイントを記録するが、打たれる時は大量失点をすることが多かったため、防御率は4.46と悪かった。チーム内の負傷者の続出により先発投手が不足したため、9月3日の千葉ロッテマリーンズ戦で来日初先発し、5.2投球回を1失点に抑えて初先発勝利をマークした。以後シーズン終了までに4試合で先発し、その全てでチームに勝利に導き内3試合は自身が勝利投手になる。先発としての防御率は1.14だった。この成績が評価されて9月度の月間MVPに選ばれるが、同年度シーズンの日本ハムはポストシーズン出場を逃していた上、本人はMVPに選ばれることを予想していなかったため帰国していた。10月19日に、日本ハムと年俸5600万円（推定）で翌2011年度の契約を更新した。これは2010年に日本ハムでプレーした選手の中では最も早かった。
2011年は前年の終盤の先発投手としての活躍が評価され、開幕第2戦（4月13日、埼玉西武ライオンズ戦、札幌ドーム）の先発を任される。その試合は4.2回を失点7と打ち込まれ敗戦投手となったがその後は持ち直し、ダルビッシュ有、武田勝、ボビー・ケッペルとともに先発4本柱の一角としてローテーションを守る。5月24日の横浜ベイスターズ戦の2回には、史上14人目となる1イニング3者連続3球三振（外国人投手としては史上初）を記録した。中盤までは防御率2点台前半の成績を収めていたが、先発投手としての経験が殆どなかったためシーズンを通してのスタミナが無く、後半は打ち込まれて防御率は3点台後半まで下がった。しかし、自身初の2桁勝利となる12勝を挙げてチームの2年ぶりのAクラスに貢献。投球内容も被本塁打が少なく、規定投球回を達成した選手の中で最小の4本に抑える。10月30日、チームは2連敗でCS敗退が決定したが、自身はケッペルと同時に2012年の契約を結び2年連続で球団最速の契約更新を行い、年俸は大台の1億円を突破。背番号も17に変更された。
2012年、エース・ダルビッシュのテキサス・レンジャースへの移籍とケッペルの離脱により、チームにおけるローテーション投手としての自身の役割はより大きなものとなる。先発3本柱の一人として、この年リーグMVPに輝いた吉川光夫の14勝、武田勝の11勝に次ぐ10勝を挙げて、2年連続2桁勝利をマーク。防御率は前年より1点近く改善され、来日初の2点台となる2.66でシーズンを終えた。またこの年も被本塁打が少なく、規定投球回到達者の中では2年連続で最少となる2本に抑えた。クライマックスシリーズファイナルステージ第3戦、日本シリーズ第3戦でも先発し、共に白星を挙げ勝利投手となり、ポストシーズンでの強さも発揮した。11月5日、マイカ・ホフパワーと同時に2013年の契約を年俸1億500万円（推定）で結び、3年連続でチーム最速での合意に達した。
2013年はシーズン途中で離脱したことが響いて規定投球回数に満たなかったが、木佐貫洋と並ぶチームトップの9勝をマーク。来日4年目で初完封も記録した。しかし、11月13日に球団から戦力外通告を受ける。

### ソフトバンク時代
2013年12月18日、福岡ソフトバンクホークスがウルフとの契約合意を発表。直近3シーズンで合計32勝を挙げた実績を評価され、基本年俸1億5000万円プラス出来高の2年契約を結んだ。背番号は引き続き17を着用する。

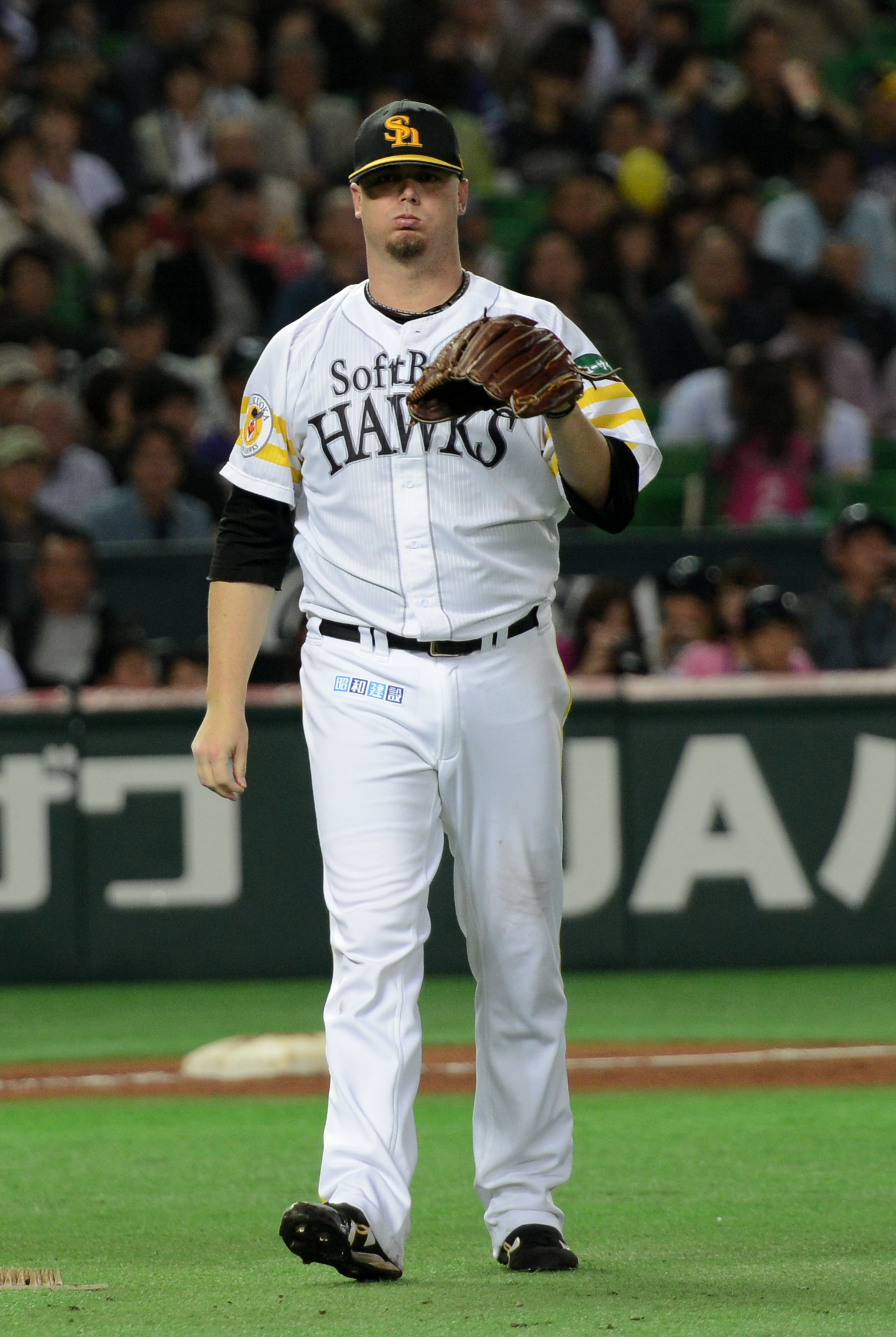
ソフトバンク時代
（2014年4月13日 福岡ヤフオク!ドームにて）

2014年は、4月13日のオリックス・バファローズ戦で移籍後初勝利を挙げ、4勝目を挙げた5月11日の西武戦まではチームトップの奪三振数を記録するなど好投を続けていたが、5月18日の試合中に途中降板。福岡市内の病院では肘内側靱帯の炎症と診断されたが、主治医によるセカンドオピニオンで右肘内側側副靱帯損傷と診断されトミー・ジョン手術を受けることとなり、そのまま残りシーズンを棒に振った。この年はわずか8試合の登板、4勝に留まった。
2015年はリハビリを行い復帰を果たすが、2試合の登板に終わった。11月14日、来季の契約を結ばないことが球団より発表され、12月2日付で自由契約選手となった。

### 西武時代
2016年7月20日、埼玉西武ライオンズがシーズン終了までの契約でウルフを獲得したことを発表。背番号は69に決まった。推定年俸は15万ドル（1,575万円）プラス出来高。同日付で支配下選手登録された。シーズン途中の加入ながら、8月28日の古巣日本ハム戦で移籍後初勝利。これはチームにとって同年初の外国人投手による勝利となり、自身もパ・リーグ全6球団白星となった。その後も3試合に登板しその全てで勝利を挙げる。4戦4勝と結果を残しシーズンを終えた。11月11日、西武は契約延長を発表。単年契約で、推定年俸5000万円プラス出来高払いで合意。背番号は69から54へ変更となる。
2017年11月1日には、さらに契約延長されることが発表された。
2018年は4勝をマークし、クライマックスシリーズ ファイナルステージでは第5戦に登板するも、敗戦投手となりシーズンを終えた。12月2日、自由契約公示され、そのまま引退した。

### 引退後
引退後はカリフォルニア州テメキュラに居住。

## 選手としての特徴
最高100mph（約161km/h）、日本では最速157km/hのフォーシーム、ツーシームのほか、カットボール、シンカー、カーブ、チェンジアップ、スライダーなどの多彩な球種も持ち球としている。
先発転向後は球速を抑えたことにより制球力が増し、変化球の割合も増やせるようになった。

## 人物
日本ハム時代には、ヒーローインタビューで一時、同僚の稲葉篤紀の背番号41が描かれた帽子を被っていた。
ウルフが日本ハムで先発投手へ転向したきっかけは、入団1年目（2010年）に、当時の一軍投手コーチ・厚澤和幸へ進言したことによる。厚澤は当初、「もし互いに来季（2011年）も契約していたなら、オフシーズンはそれに向けてトレーニングしよう」と話していた。しかし実際には、先発投手が足りない台所事情から、予定より早く急遽先発に回った。ちなみに、厚澤は球団の方針で2011年からスカウトに転じていたが、皮肉にもウルフが移籍した2014年から投手コーチとして現場に復帰した。
日本ハム時代の同僚である大野奨太とは家族ぐるみで交流し、プレゼント交換するなどプライベートでもコミュニケーションを図る程の親しい関係であった。また西武時代は菊池雄星と親しく、菊池の英会話の指南役も務めていた。

## 詳細情報

### 年度別投手成績
| 年 度    | 球 団        | 登 板 | 先 発 | 完 投 | 完 封 | 無 四 球 | 勝 利 | 敗 戦 | セ 丨 ブ | ホ 丨 ル ド | 勝 率 | 打 者 | 投 球 回 | 被 安 打 | 被 本 塁 打 | 与 四 球 | 敬 遠 | 与 死 球 | 奪 三 振 | 暴 投 | ボ 丨 ク | 失 点 | 自 責 点 | 防 御 率 | W H I P |
| -------- | ------------ | ----- | ----- | ----- | ----- | -------- | ----- | ----- | -------- | ----------- | ----- | ----- | -------- | -------- | ----------- | -------- | ----- | -------- | -------- | ----- | -------- | ----- | -------- | -------- | ------- |
| 2007     | TOR          | 38    | 0     | 0     | 0     | 0        | 3     | 1     | 0        | 6           | .750  | 174   | 45.1     | 36       | 5           | 9        | 2     | 2        | 22       | 0     | 0        | 17    | 15       | 2.98     | 0.99    |
| 2008     | TOR          | 20    | 0     | 0     | 0     | 0        | 0     | 2     | 0        | 3           | .000  | 86    | 22.0     | 18       | 2           | 6        | 1     | 0        | 14       | 1     | 0        | 6     | 6        | 2.45     | 1.09    |
| 2009     | TOR          | 14    | 0     | 0     | 0     | 0        | 2     | 2     | 0        | 0           | .500  | 77    | 15.1     | 25       | 5           | 7        | 1     | 1        | 11       | 1     | 0        | 15    | 14       | 8.22     | 2.09    |
| 2010     | 日本ハム     | 42    | 4     | 0     | 0     | 0        | 4     | 3     | 3        | 8           | .571  | 255   | 62.1     | 66       | 5           | 13       | 1     | 3        | 24       | 0     | 0        | 24    | 21       | 3.03     | 1.27    |
| 2011     | 日本ハム     | 26    | 26    | 1     | 0     | 0        | 12    | 11    | 0        | 0           | .522  | 645   | 150.0    | 161      | 4           | 36       | 2     | 11       | 90       | 3     | 0        | 64    | 60       | 3.60     | 1.31    |
| 2012     | 日本ハム     | 26    | 25    | 1     | 0     | 0        | 10    | 9     | 0        | 0           | .526  | 628   | 149.0    | 155      | 2           | 40       | 3     | 6        | 83       | 0     | 0        | 49    | 44       | 2.66     | 1.31    |
| 2013     | 日本ハム     | 22    | 22    | 1     | 1     | 0        | 9     | 6     | 0        | 0           | .600  | 550   | 130.0    | 134      | 6           | 32       | 0     | 5        | 60       | 4     | 0        | 50    | 44       | 3.05     | 1.28    |
| 2014     | ソフトバンク | 8     | 8     | 0     | 0     | 0        | 4     | 2     | 0        | 0           | .667  | 196   | 47.1     | 44       | 5           | 14       | 1     | 0        | 32       | 1     | 0        | 19    | 16       | 3.04     | 1.23    |
| 2015     | ソフトバンク | 2     | 2     | 0     | 0     | 0        | 0     | 1     | 0        | 0           | .000  | 47    | 9.0      | 18       | 1           | 4        | 0     | 0        | 3        | 0     | 0        | 11    | 11       | 11.00    | 2.44    |
| 2016     | 西武         | 4     | 4     | 0     | 0     | 0        | 4     | 0     | 0        | 0           | 1.000 | 96    | 23.2     | 26       | 3           | 4        | 0     | 1        | 8        | 0     | 0        | 9     | 8        | 3.04     | 1.27    |
| 2017     | 西武         | 23    | 23    | 0     | 0     | 0        | 9     | 4     | 0        | 0           | .692  | 532   | 125.1    | 132      | 11          | 36       | 2     | 1        | 74       | 7     | 0        | 69    | 52       | 3.73     | 1.34    |
| 2018     | 西武         | 14    | 13    | 0     | 0     | 0        | 4     | 4     | 0        | 0           | .500  | 290   | 66.0     | 88       | 10          | 18       | 0     | 1        | 40       | 4     | 0        | 42    | 35       | 4.77     | 1.61    |
| MLB：3年 | MLB：3年     | 72    | 0     | 0     | 0     | 0        | 5     | 5     | 0        | 9           | .500  | 337   | 82.2     | 79       | 12          | 22       | 4     | 3        | 47       | 2     | 0        | 38    | 35       | 3.81     | 1.22    |
| NPB：9年 | NPB：9年     | 167   | 127   | 3     | 1     | 0        | 56    | 40    | 3        | 8           | .583  | 3239  | 762.2    | 824      | 47          | 197      | 9     | 28       | 414      | 19    | 0        | 337   | 291      | 3.43     | 1.34    |

- 2018年度シーズン終了時

### 年度別守備成績
| 年 度 | 球 団        | 投手  | 投手  | 投手  | 投手  | 投手  | 投手     |
| 年 度 | 球 団        | 試 合 | 刺 殺 | 補 殺 | 失 策 | 併 殺 | 守 備 率 |
| ----- | ------------ | ----- | ----- | ----- | ----- | ----- | -------- |
| 2007  | TOR          | 38    | 5     | 2     | 1     | 0     | .875     |
| 2008  | TOR          | 20    | 3     | 4     | 0     | 0     | 1.000    |
| 2009  | TOR          | 14    | 1     | 0     | 0     | 0     | 1.000    |
| 2010  | 日本ハム     | 42    | 2     | 0     | 1     | 1     | .923     |
| 2011  | 日本ハム     | 26    | 6     | 27    | 1     | 0     | .971     |
| 2012  | 日本ハム     | 26    | 7     | 29    | 0     | 1     | 1.000    |
| 2013  | 日本ハム     | 22    | 5     | 27    | 1     | 2     | .970     |
| 2014  | ソフトバンク | 8     | 1     | 12    | 0     | 1     | 1.000    |
| 2015  | ソフトバンク | 2     | 0     | 3     | 0     | 1     | 1.000    |
| 2016  | 西武         | 4     | 1     | 4     | 0     | 0     | 1.000    |
| 2017  | 西武         | 23    | 11    | 26    | 0     | 2     | 1.000    |
| 2018  | 西武         | 14    | 5     | 6     | 1     | 0     | .917     |
| MLB   | MLB          | 72    | 9     | 6     | 1     | 0     | .938     |
| NPB   | NPB          | 167   | 38    | 144   | 4     | 8     | .978     |

- 2018年度シーズン終了時

### 表彰
NPB
- 月間MVP：1回 （投手部門：2010年9月）

### 記録
NPB初記録
投手記録
- 初登板・初ホールド：2010年3月21日、対福岡ソフトバンクホークス2回戦（札幌ドーム）、10回表に5番手で救援登板、1回無失点[8]
- 初奪三振：2010年3月28日、対千葉ロッテマリーンズ3回戦（千葉マリンスタジアム）、8回裏に金泰均から空振り三振[8]
- 初セーブ：2010年4月3日、対埼玉西武ライオンズ2回戦（札幌ドーム）、9回表に2番手で救援登板・完了、1回無失点
- 初勝利：2010年4月30日、対埼玉西武ライオンズ7回戦（札幌ドーム）、10回表に4番手で救援登板・完了、1回無失点[8]
- 初先発・初先発勝利：2010年9月3日、対千葉ロッテマリーンズ22回戦（千葉マリンスタジアム）、5回2/3を1失点
- 初完投勝利：2012年8月23日、対オリックス・バファローズ18回戦（札幌ドーム）、9回3安打1失点9奪三振
- 初完封勝利：2013年4月20日、対埼玉西武ライオンズ5回戦（札幌ドーム）、9回5被安打

打撃記録
- 初打席：2011年5月24日、対横浜ベイスターズ2回戦（横浜スタジアム）、2回表に山本省吾から空振り三振

NPBその他の記録
- 三者連続三球三振：2011年5月24日、対横浜ベイスターズ2回戦（横浜スタジアム）、2回裏にブレット・ハーパー、吉村裕基、渡辺直人から ※史上15人目（パ・リーグ史上6人目、外国人枠投手初）[8]

### 背番号
- 60 （2007年 - 同年途中）
- 40 （2007年途中 - 2009年）
- 10 （2010年 - 2011年）
- 17 （2012年 - 2015年）
- 69 （2016年）
- 54 （2017年 - 2018年）[15]